# Borgå Tidning
Borgå Tidning var en svenskspråkig tidning som gavs ut i Borgå mellan 1838 och 1858.
Tidningen grundades som ett informationsblad för prästerskapet i Borgå stift, men skrev även om litterära och historiska ämnen och utvecklades in på 1840-talet till en nyhetstidning. På 1850 fokuserade den på kyrkliga och skolpolitiska frågor och förde en hård polemik mot den religiöst liberala tidningen Wiborg. Tidningen upphörde när Petter Widerholms tryckeri flyttade till Helsingfors.
Borgå Tidning utkom fram till 1856 två gånger om veckan, åren 1856–1857 en gång, och från 1858 återigen två gånger om veckan. Upplagan var som störst 1844 med 519 exemplar, men minskade till 200 under de sista åren.

## Chefredaktörer
- 1838–1845 Johan Edvard Öhman
- 1846 Otto Mauritz Nordström
- 1847–1850 Adolf-Fredrik Sirén
- 1851 August Lindfors
- 1852 L. Alm
- 1853–1854 – August Lindfors